# 第二亞歷山德里夫卡 (切爾尼戈夫區)
51°56′55″N 30°57′35″E / 51.94861°N 30.95972°E
第二亚历山德里夫卡（羅馬化：Oleksandrivka Druha）是烏克蘭北部切爾尼戈夫州切爾尼戈夫區多布良卡市镇内的村落。始建於1749年，面積0.82平方公里，海拔高度115米，2001年人口60，人口密度每平方公里73.2人。